# Jonge vrouw in een schilderijlijst
Jonge vrouw in een schilderijlijst is een schilderij van de Hollandse kunstschilder Rembrandt van Rijn, vervaardigd in 1641, in olieverf op paneel. Het is ook bekend onder de benaming De Joodse Bruid of Jonge vrouw in een Hoed. Samen met Geleerde aan een lessenaar en Landschap met de barmhartige Samaritaan is het een van de drie werken van Rembrandt die zich in de Poolse collecties bevinden. Dit werk behoort tot de collectie van het Koninklijk Kasteel in Warschau.
De attributie aan Rembrandt is in het verleden weleens betwijfeld, maar in 2006 is deze uiteindelijk bevestigd.

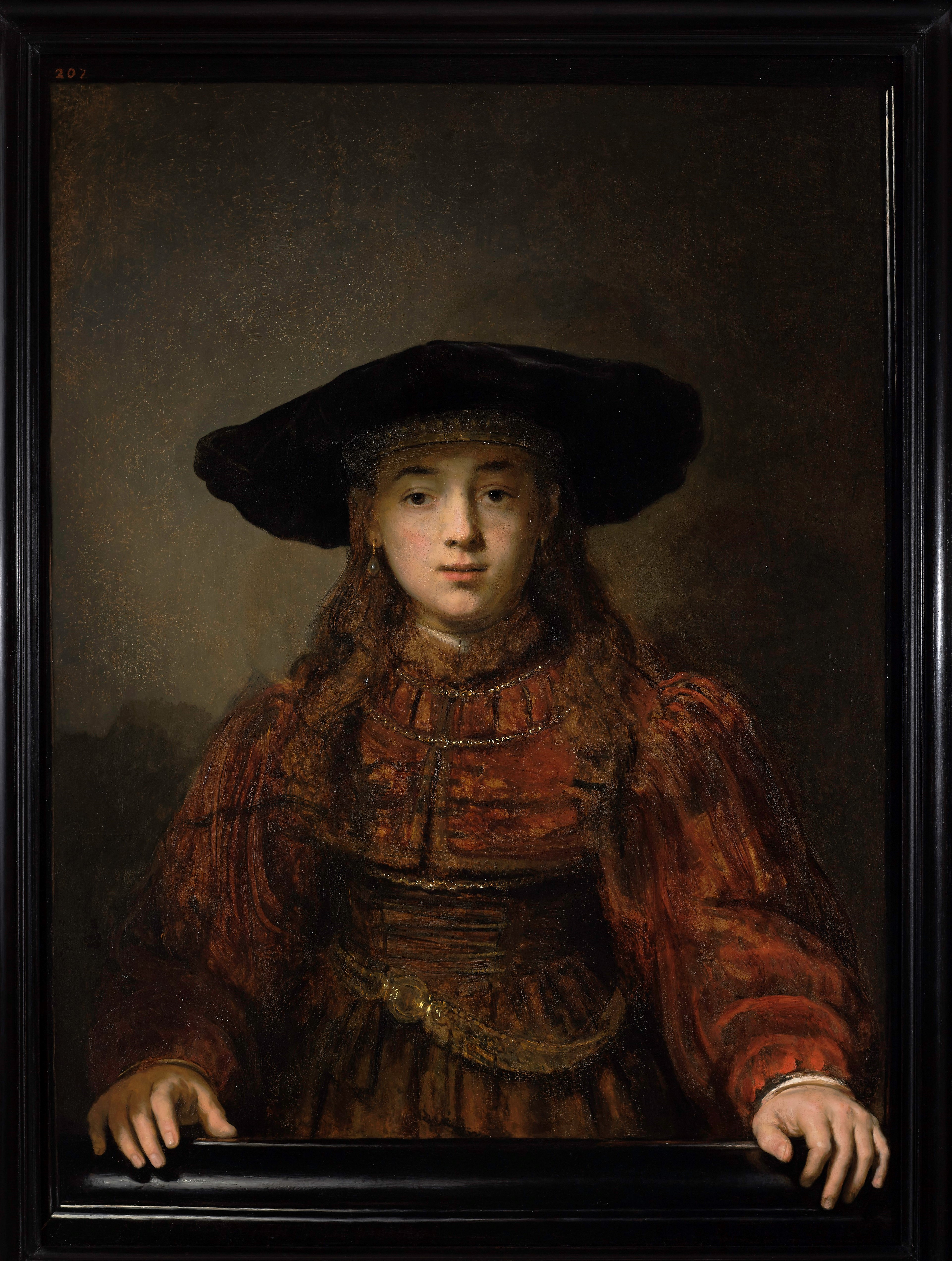
Jonge vrouw in een schilderijlijst

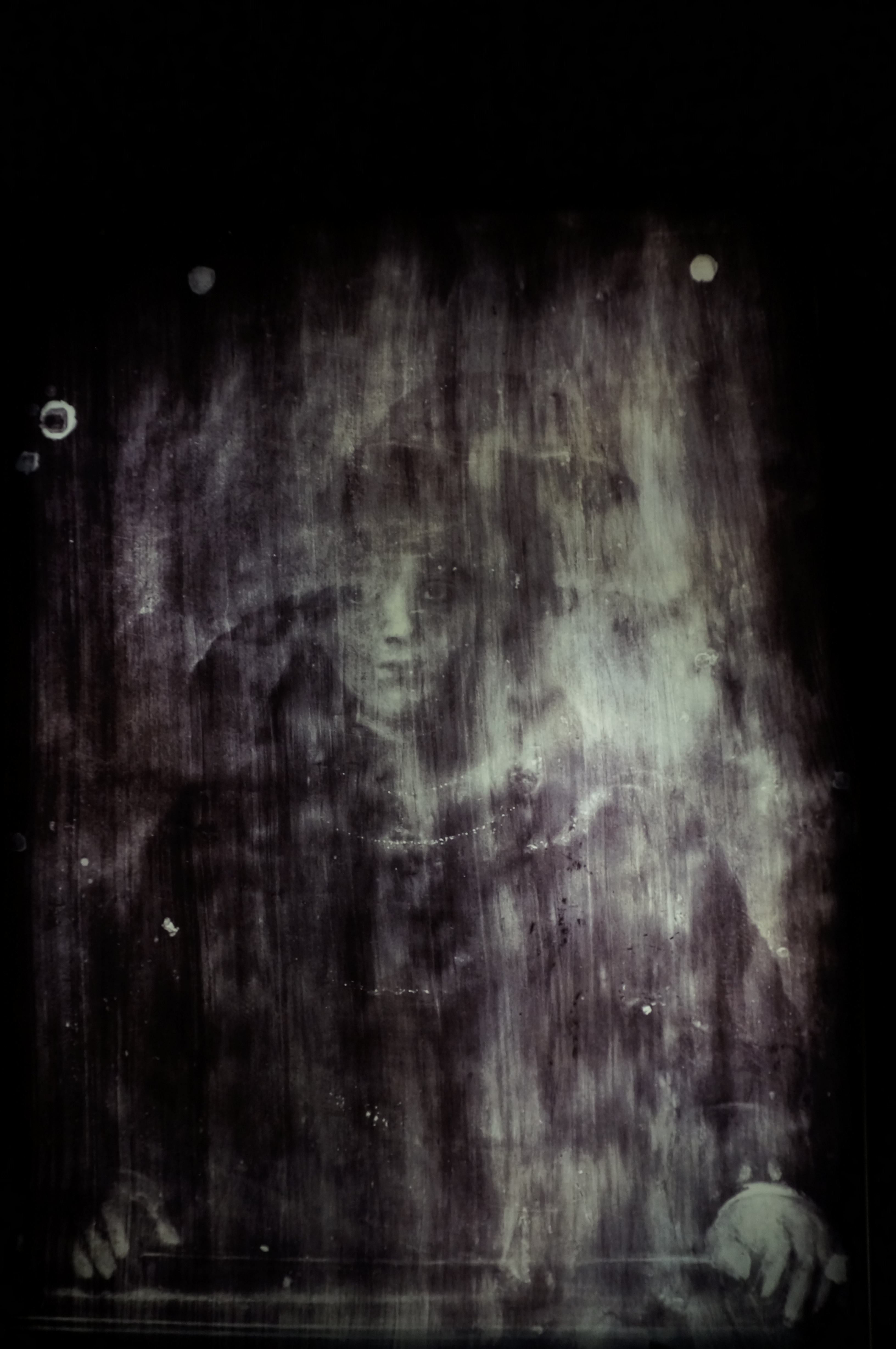
Röntgenfoto van het schilderij

## Omschrijving
De jonge vrouw is afgebeeld in een “bedrieglijke” (gekunstelde) lijst waarvan alleen de onderste en de rechterkant zichtbaar zijn. Zij is gekleed in een donkerrood, fluwelenjurk, een zwarte hoed en parelsoorbellen in een peervorm. Dit kostuum is niet in overeenstemming met de eigentijdse mode en op een portret wordt het beschouwd als een antieke kledij die in mythische, historische, oriëntale of Bijbelse thema’s paste. Rembrandt portretteerde zijn figuren vaak in dit soort kleding zowel op schilderijen als op etsen.
Dit schilderij is geen portret, maar een tronie, of anders een studie naar een hoofd of een halve figuur zonder enige uitzonderlijke attributen of handelingen. Aanvankelijk begon Rembrandt een andere persoon te schilderen – een zittende vrouw, enigszins naar links gedraaid, gekleed in een jurk van de eigentijdse mode, een kraag en een kleine kap. Deze vrouw bevond zich iets meer aan de rechterkant van de compositie dan de jonge vrouw op de eindversie. Het portret van een vrouw in een kraag was nooit afgemaakt en het paneel werd hergebruikt. Het is niet gewoonlijk voor Rembrandt om zijn materialen op die manier te hergebruiken.
Dit schilderij onderging een restauratie gevoerd door de Conservatie Afdeling van het Koninklijk Kasteel in Warschau (tussen mei 2005 en maart 2006). De overgeschilderde partijen werden verwijderd en, waar het onmogelijk bleek wegens te grote risico om het originele schilderlaag te beschadigen, verkleind. Sporen van de originele compositie werden ontdekt door middel van de röntgenstraling voordat de restauratiewerken zijn begonnen. De originele penseelstreken, te vinden op de textuur van het schilderij, werden zichtbaar op de wang en de rechtermouw, na de verwijdering van de overgeschilderde fragmenten.

## Geschiedenis en herkomst
Stanisław August Poniatowski kocht dit schilderij samen met Geleerde aan een lessenaar in 1777 van de gravin Elisabeth Henriette Marie Golovkin (dochter van Friedrich Paul von Kameke) via de kunsthandelaar Jakob Triebel. Aanvankelijk waren de schilderijen gepresenteerd in het Łazienki Paleis in Warschau, echter na de dood van de koning waren ze overhandigd aan Józef Poniatowski. In 1813 liet de laatste de schilderijen over aan zijn dochter Maria Teresa Poniatowska. In 1815 werden ze gekocht door Kazimierz Rzewuski die ze vervolgens aan zijn dochter Ludwika, echtgenote van Antoni Lanckoroński, gaf. Ze waren later in bezit van de Lanckoroński familie.
Graaf Karol Lanckoroński, een grote kunstliefhebber woonachtig in Wenen, presenteerde Jonge vrouw vanaf 1902 samen met de Renaissance en andere 17e-eeuwse kunstwerken in het Paleis dat was hoogstwaarschijnlijk gebouwd om de collectie te huisvesten (Jacquingesse strasse, tegenwoordig onbestaand).
Tijdens de Tweede Wereldoorlog nam de Gestapo de kunstwerken in beslag en pas in 1947 werden ze teruggegeven aan hun rechtmatige eigenaren en vervolgens gebracht naar het Hohenems Kasteel dicht bij Vaduz, Vorarlberg. In 1950 werden de schilderijen geplaatst in een crypte van de Zwitserse bank. Pas in 1994 werden deze twee schilderijen van Rembrandt wederom geëxposeerd tijdens een tentoonstelling van de kunstwerken van de Lanckoroński familie die op het Koninklijk Kasteel in Warschau plaatsvond, waarna Karolina Lanckorońska ze aan het Koninklijk Kasteel heeft geschonken.
Het schilderij is bestudeerd in de context van het Rembrandt Research Project, geleid door Ernst van de Wetering die Geleerde en Jonge vrouw analyseerde en die in februari 2006 bevestigde dat ze door Rembrandt geschilderd werden. Bij deze gelegenheid werden deze schilderijen gepresenteerd in het Rembrandthuis in Amsterdam en in de Gemäldegalerie in Berlijn, gedurende de tentoonstelling “Rembrandt – The Quest of a Genius” die in de context van de 400ste verjaardag georganiseerd werd.

## Analyse
Het thema is bekend als De Joodse Bruid minstens vanaf 1769. Enkele andere werken van Rembrandt waarbij hij vrouwen met lange, losse haren portretteerde, kregen dezelfde titel in de 17de eeuw. Volgens de Joodse traditie, een bruidsmeisje droeg haar haar los wanneer zij haar huwelijksovereenkomst met haar verloofde bekend wilde maken.
Ernst van de Wetering meende dat Jonge vrouw in een schilderijlijst is een voorbeeld van de interesse van Rembrandt in trompe-l’oeil composities, typerend voor hem in zijn oeuvre van de late jaren ’30 en de vroege jaren ’40. Dit is ook zijn zoektocht naar nieuwe manieren om de beweging af te beelden. Volgens Van de Wetering, is dit schilderij uitzonderlijk en het kan gezien worden als een van de weinige voorbeelden, misschien ook wel een prototype, die een bevestiging van een hele korte periode in de carrière van Rembrandt zijn waarbij hij zulke interesse heeft gehad.
De beweging is hier gesuggereerd met een lichte overtrekking van de rechterarm en de weergave van de rechterhand van de vrouw alsof die uitstelt net over de grens van de illusionistische schilderijlijst. De pareloorbel op haar rechteroor en de stof van haar rechtermouw lijken tevens te bewegen. De illusie van het afbreken van de conventionele, picturale ruimte is hier gecreëerd door het schilderen van de figuur in een lijst, met de beide handen die zich uitstrekken over die lijst.